# Peter Frederick Strawson
Peter Frederick Strawson (Londen, 23 november 1919 – Oxford, 13 februari 2006) was een Brits filosoof. Hij behoorde tot de stroming van de analytische wijsbegeerte en werd vooral bekend door zijn theorie met betrekking tot descriptieve metafysica en de notie van gedeelde conceptuele schema's (shared conceptual schemes). Hij wordt daarom ook geassocieerd met de school van de ordinary language philosophy. Op dat gebied was zijn belangrijkste bijdrage de presuppositietheorie. Ook zijn studie over Immanuel Kant legde nieuwe accenten waar het de bestudering van diens theoretische filosofie betrof.
Strawson was van 1968 tot 1987 professor aan de Universiteit van Oxford, waar hij ook werd opgeleid. Hij kreeg op 29-jarige leeftijd internationale bekendheid toen hij het artikel On Denoting van Bertrand Russell uit 1950 bekritiseerde. In 1977 werd hij tot ridder geslagen en staat sindsdien bekend als sir Peter Strawson. Hij werd in 1960 benoemd tot "fellow" van de Britse Academie, en in 1971 benoemd tot buitenlands erelid van de Amerikaanse academie voor kunst en wetenschap.
De zoon van Strawson, Galen Strawson, is ook filosoof.

## Morele verantwoordelijkheid, determinisme en vrijheid
De vraag naar de theorie van het determinisme en haar verhouding tot vrije wil en morele verantwoordelijkheid is waarschijnlijk een van de oudste en tevens meest bediscussieerde problemen in de westerse filosofie. De these van het determinisme kan verschillende vormen aannemen. Bijvoorbeeld: is het in theologische zin bevattelijk dat mensen vrij zijn en verantwoordelijk zijn voor hun daden, als God inderdaad almachtig is en dus alle gebeurtenissen, menselijke handelingen incluis, zelf kan veroorzaken? In de recente analytische wijsbegeerte wordt het probleem echter voornamelijk geïnterpreteerd als de kwestie of mensen wel verantwoordelijk gesteld kunnen worden voor daden die volledig gecauseerd zijn door voorgaande fysische gebeurtenissen. De hernieuwde interesse voor deze interpretatie van de these van het determinisme heeft uiteraard alles te maken met de gigantische vooruitgang die de moderne fysica vanaf de introductie van Isaac Newtons natuurkundige wetten geboekt heeft en met de algemene tendens van fysicalisering van het wereldbeeld in de analytische filosofie. Dit fysisch-causaal determinisme impliceert dat, onder de aanname van de natuurwetmatigheden en één vaststaand verleden, er maar één mogelijke toekomst kan bestaan. Maar als mensen op alle momenten gedetermineerd zijn om te doen wat ze doen, hoe kunnen ze dan moreel verantwoordelijk geacht worden voor hun daden?

In deze kwestie zijn er grosso modo twee mogelijke standpunten: enerzijds het standpunt van de compatibilist, die meent dat hij morele verantwoordelijkheid met een deterministisch wereldbeeld kan verzoenen, en anderzijds het standpunt van de incompatibilist, die stelt dat een dergelijke verzoening niet mogelijk is en dat bijgevolg ofwel het determinisme, ofwel de morele verantwoordelijkheid opgegeven moet worden. In 'Freedom and Resentment' geeft Peter Strawson een scherp, vernieuwend compatibilistisch argument voor onze praktijk van het toekennen van morele verantwoordelijkheid. Volgens Strawson vereist het accepteren van de stelling van het determinisme en het implementeren ervan in ons leven dat we voortdurend, tegenover alles en iedereen, de objectieve attitude aannemen. Dit houdt in dat we consequent door de bril van de psychiater naar onze medemens gaan kijken en over hem of haar gaan nadenken in termen van patiënt, diagnose en behandeling, met andere woorden: zonder iemand ooit echt moreel verantwoordelijk te stellen voor zijn of haar daden. De objectieve attitude is scherp tegengesteld aan onze veel alledaagser reactieve attitudes, die gekenmerkt worden door het toekennen van morele verantwoordelijkheid en die constitutief zijn voor het vormen van persoonlijke relaties. Het staat uiteraard buiten kijf dat we de objectieve attitude reeds regelmatig hanteren. Aangezien we kinderen bijvoorbeeld zelden echt als moreel volwassen wezens beschouwen, worden ze berecht in jeugdrechtbanken, waar vaak over moeilijkheden tijdens de jeugd gesproken wordt als de oorzaak voor criminele feiten. Jonge criminelen worden met andere woorden vanuit een objectief standpunt bekeken, alsof ze gedetermineerd zijn om criminele feiten te plegen. Dat betekent echter niet dat alleen onvolwassenen en psychisch gestoorden voorwerp kunnen zijn van de objectieve attitude: “We can sometimes look with [an objective] eye on the behaviour of the normal and the mature. We have this resource and can sometimes use it: as a refuge, say, from the strains of involvement; or as an aid to policy; or simply out of intellectual curiosity. [However,] being human, we cannot, in the normal case, do this for long, or altogether.” Strawson beweert met andere woorden niet dat het voor ons onmogelijk is om op gepaste momenten de objectieve attitude te hanteren, maar wel dat het praktisch onmogelijk is voor mensen om deze objectiverende ingesteldheid letterlijk altijd en overal toe te passen. Uit de ervaring blijkt immers dat menselijke interpersoonlijke relaties voor een groot deel afhankelijk zijn van de praktijk van het toekennen van morele verantwoordelijkheid aan anderen en aan onszelf. De ontkenning ervan lijkt dan de opening van de doos van Pandora of het inluiden van een vreselijk dystopische wereld, waarin mensen elkaar louter als objecten en als middelen gaan beschouwen. Het toekennen van morele verantwoordelijkheid is, aldus Strawson, zo fundamenteel voor (het voortbestaan van) ons mens-zijn, dat geen enkele vraag hierover op meta-niveau enige invloed kan hebben op ons handelen. De verhitte discussie tussen compatibilisten en incompatibilisten, hoe interessant die op theoretisch niveau ook moge zijn, is met andere woorden vreselijk overtrokken.

### Boeken
- Introduction to Logical Theory. London: Methuen, 1952.
- Individuals: An Essay in Descriptive Metaphysics. London: Methuen, 1959.
- The Bounds of Sense: An Essay on Kant's Critique of Pure Reason. London: Methuen, 1966.
- Logico-Linguistic Papers. London: Methuen, 1971
- Freedom and Resentment and other Essays. London: Methuen, 1974
- Subject and Predicate in Logic and Grammar. London: Methuen, 1974
- Skepticism and Naturalism: Some Varieties. New York: Columbia University Press, 1985.
- Analysis and Metaphysics: An Introduction to Philosophy. Oxford: Oxford University Press, 1992.
- Entity and Identity. Oxford: Oxford University Press, 1997.

### Artikelen
- "Truth" (Analyse, 1949)
- "Truth" (Proceedings of the Aristotelian Society suppl. vol. xxiv, 1950)
- "On Referring" (Mind, 1950)
- "In Defence of a Dogma" met H. P. Grice (Philosophical Review, 1956)
- "Logical Subjects and Physical Objects" (Philosophy and Phenomenological Research, 1957)
- "Singular Terms and Predication" (Journal of Philosophy, 1961)
- "Universals" (Midwest Studies in Philosophy, 1979)